# تاگو (ویرجینیای غربی)
تاگو (به انگلیسی: Tague) یک منطقهٔ مسکونی در ایالات متحده آمریکا است که در شهرستان برکستون، ویرجینیای غربی واقع شده‌است.